# المعهد البهائي للتعليم العالي
المعهد البهائي للتعليم العالي (BIHE) هو جامعة مفتوحة فريدة من نوعها في إيران، وغالبًا ما يُشار إليه على أنه جامعة سرّية. أُسس هذا المعهد من قِبل المجتمع البهائي في إيران عام 1987 لتلبية الاحتياجات التعليمية للشباب الذين يُحرَمون بشكل منهجي من الوصول إلى التعليم العالي من قِبل الحكومة الإيرانية.
يقدّم المعهد حاليًا، من خلال هيئة تدريس رئيسية داخل إيران وهيئة تدريس عالمية تابعة من جامعات حول العالم، ما مجموعه 56 برنامجًا لدرجات البكالوريوس والدراسات العليا في مجالات العلوم، والهندسة، وإدارة الأعمال، والعلوم الإنسانية، والعلوم الاجتماعية.
وقد قَبلت أكثر من 116 جامعة في أمريكا الشمالية وأوروبا وأستراليا خريجي المعهد بشكل مباشر في برامج الدراسات العليا على مستوى الماجستير والدكتوراه. ويتبع المعهد هيكلًا لامركزيًا ومرنًا، ويستخدم أسلوبًا هجينًا يجمع بين التعليم الحضوري والتعليم عن بُعد، مما مكّنه من الاستمرار والنمو في ظل ظروف اجتماعية وسياسية استثنائية.
وعلى الرغم من الاعتقالات المتكررة، والمداهمات الدورية، والسجن لعدد من أعضائه، ومصادرة المعدات التعليمية على نطاق واسع، والتضييق العام، فقد واصل المعهد نشاطه بل ووسع من عملياته. وقد نال المعهد إشادة دولية باعتباره نموذجًا غير عنيف ومبدعًا وبنّاءً في مواجهة الاضطهاد المستمر.

## السياق

### اضطهاد البهائيين في إيران
منذ نشأتها في القرن التاسع عشر، واجهت الطائفة البهائية في إيران أشكالًا مختلفة من الاضطهاد، شملت الدعاية العدائية والرقابة، والعزل الاجتماعي، والحرمان من التعليم والعمل، ومصادرة وتدمير الممتلكات، والحرق المتعمد، والاعتقالات والسجن التعسفي، والتعذيب الجسدي والنفسي، والتهديد بالقتل، والإعدامات والاختفاءات القسرية. وقد تصاعد هذا الاضطهاد بعد الثورة الإسلامية عام 1979، حين أصبحت البهائية – وهي أكبر أقلية دينية في البلاد – هدفًا لحملة قمع منهجية برعاية الدولة. وفي إطار هذه الحملة المستمرة، أُعدم أكثر من 200 بهائي، وسُجن آلاف آخرون، وفقدوا وظائفهم، وحُرموا من معاشاتهم التقاعدية، وطُردوا من المدارس والجامعات، ومُنعوا من تلقي الرعاية الصحية، وتعرضت ممتلكاتهم الخاصة للنهب، ودُنّست مقابرهم. ولا يزال هذا الاضطهاد قائمًا حتى اليوم، بعد أكثر من أربعة عقود على استمراره. وقد وصف بان كي مون، الأمين العام للأمم المتحدة، في تقريره السنوي لعام 2016 المقدم إلى الجمعية العامة، المجتمع البهائي في إيران بأنه أكثر الأقليات الدينية تعرضًا للاضطهاد في البلاد.

### الحرمان من الحق في التعليم
يُعد الحرمان من الحق في التعليم العالي إحدى الوسائل التي تستخدمها الحكومة الإيرانية ضد من تُعد أفكارهم تهديدًا لسلطة رجال الدين الحاكمين. إلا أن البهائيين هم الجماعة الوحيدة التي تواجه حرمانًا جماعيًا ممنهجًا من هذا الحق. ويرى البهائيون أن جهود الحكومة الإيرانية لمنعهم من التعليم هي جزء من محاولة منسقة للقضاء على وجودهم كمكوّن فاعل داخل المجتمع الإيراني.
فبعد فترة وجيزة من الثورة الإيرانية عام 1979، طُرد أعداد كبيرة من الطلبة البهائيين من جميع مستويات التعليم، من المرحلة الابتدائية حتى الجامعية، ومُنعوا من مواصلة تعليمهم. وبالمثل، أُقيل أعضاء هيئة التدريس والموظفون البهائيون من الجامعات والمؤسسات الأكاديمية كافة. وفي ثمانينيات القرن الماضي، وبسبب الضغوط الدولية جزئيًا، سُمِح للأطفال البهائيين بالعودة إلى المدارس الابتدائية والثانوية، إلا أن الحظر على دخول الشباب البهائي إلى الجامعات العامة والخاصة لا يزال قائمًا حتى اليوم.
وقد صدر المرسوم الرسمي الذي يمنع قبول الطلبة البهائيين في الجامعات العامة عام 1981، عندما وضعت الجامعات نظام قبول جديدًا لا يسمح بالتسجيل إلا لمن يعتنق أحد الأديان الأربعة المعترف بها في دستور جمهورية إيران الإسلامية، وهي: الإسلام، والمسيحية، واليهودية، والزرادشتية. وبحلول عام 1983، أصبح الطرد المنهجي للطلبة والأساتذة البهائيين واضحًا جليًا.
وفي عام 1991، جددت الحكومة هذه السياسة من خلال مذكرة سرية أعدها مجلس الثورة الإسلامية، ووافق عليها علي خامنئي، جاء فيها: "يجب أن يكون تعامل الحكومة مع [البهائيين] بطريقة تمنع تطورهم وتقدمهم... يمكن تسجيلهم في المدارس بشرط ألا يعلنوا عن ديانتهم... ويفضل تسجيلهم في مدارس ذات توجه ديني صارم... ويجب طردهم من الجامعات سواء خلال القبول أو أثناء الدراسة، بمجرد اكتشاف أنهم بهائيون".
وعلى مر السنين، استُخدمت وسائل متعددة في مختلف مراحل القبول الجامعي – من تقديم الطلبات إلى الامتحانات والتسجيل – بهدف استبعاد البهائيين من الجامعات العامة والخاصة. ومن بين العدد القليل من الطلبة البهائيين الذين تمكنوا من التسجيل وبدء دراستهم، أُغلبهم طُردوا قبل التخرج.

## الإنشاء والتطورات
بعد فشل محاولات إقناع الحكومة الإيرانية بالسماح للطلبة البهائيين المؤهلين بدخول الجامعات، جمع المجتمع البهائي في إيران موارده المحدودة لتوفير التعليم العالي لشبابه. ومن خلال جهد جماعي، أسس عدد من الأساتذة والمحاضرين والباحثين، الذين فقدوا وظائفهم بسبب انتمائهم الديني، شبكة غير رسمية للتعليم العالي. وتُوّجت هذه الجهود بإنشاء معهد البهائيين للتعليم العالي عام 1987، وكان يُعرف حينها بـ"البرنامج العلمي".
توسّع البرنامج تدريجيًا وأصبح ذا طابع أكثر رسمية، وبحلول منتصف التسعينيات، تحول إلى مؤسسة تعليمية واسعة تُعرف باسم الجامعة المفتوحة. ومع دخول الإنترنت، وتزايد الدعم من المتعاونين في الخارج، تحسنت جودة المناهج، وتم توسيع التخصصات والمسارات الدراسية.
ورغم التحديات اللوجستية الكبيرة ومحاولات السلطات الإيرانية إغلاق المعهد من خلال المداهمات والاعتقالات وسجن الكوادر الرئيسة، فقد استطاع المعهد تحقيق نتائج ملموسة، حيث واصل العديد من طلبته دراساتهم العليا في الخارج. واليوم، من خلال جهود نحو 955 من أعضاء الهيئة التدريسية والإدارية، يقدم المعهد 17 برنامجًا جامعيًا، و16 برنامجًا للدراسات العليا، و4 برامج دبلوم في مجالات العلوم والهندسة، وإدارة الأعمال، والعلوم الإنسانية والاجتماعية. بالإضافة إلى ذلك، يوفر المعهد 11 برنامجًا مهنيًا، و3 برامج تأسيسية لمدة عام، و5 برامج لشهادات الدراسات العليا.

## آلية العمل
في بداياته، عمل المعهد كنظام للتعليم بالمراسلة، حيث كان الأساتذة والطلبة يتبادلون الدروس والواجبات عبر البريد الرسمي للدولة. ونظرًا لأن الأساتذة لم يكونوا قادرين على إلقاء المحاضرات علنًا، فقد أعدوا ملاحظات دراسية وكتبًا دراسية لتوزيعها على الطلبة. وعندما لاحظ القائمون على المعهد أن الحكومة تراقب الطرود البريدية وتتدخل فيها لتعطيل عمل المعهد، ابتكروا نظام توصيل خاصًا من خلال متطوعين يستخدمون الدراجات النارية لجمع الواجبات من الطلبة في كل منطقة، وتصنيفها، ثم توصيلها للأساتذة.
ومع اتساع نطاق العمل، بدأ المعهد بتنظيم صفوف دراسية صغيرة في منازل خاصة، إلى جانب فصول ومختبرات أُقيمت في مبانٍ تجارية خاصة قرب طهران وداخلها. كما أنشأ المعهد شبكة مكتبات خاصة تحتوي على الكتب والمراجع الدراسية موزعة في منازل بهائيين في مختلف أنحاء البلاد، وبلغ عددها أكثر من 45 مكتبة.
ومنذ عام 2005، بدأ المعهد برنامجًا لتحديث وتوسيع نشاطه، شمل دمج الإنترنت بشكل كامل في عملياته. ونتيجة لذلك، يعمل المعهد حاليًا بنموذج تعليم هجين، يجمع بين الوسائل التقليدية غير المتصلة بالإنترنت ومكونات متزايدة عبر الإنترنت. وتوفر الصفوف الدراسية والمحاضرات الحضورية بيئة تعليمية مهمة، ومع الوقت تحولت العديد من المواد من كونها ورقية بحتة إلى نظام هجين. كما سمح إدماج الوسائل الإلكترونية في العملية التعليمية باستخدام كوادر دولية وتوسيع عدد المواد والبرامج الدراسية.

## المواقع
لا تمتلك الجامعة حرمًا جامعيًا فعليًا، بل تعتمد على نموذج هجين يجمع بين الصفوف التقليدية الحضورية والتعليم عبر الإنترنت. ولا يوجد موقع محدد للصفوف الحضورية؛ إذ تُعقد بشكلٍ متناوب في منازل الطلاب وأفراد آخرين من المجتمع البهائي. وفي بعض الأحيان، تُعقد بعض الصفوف في مواقع مستأجرة ومعزولة. ويقدّم المضيفون منازلهم طوعًا لعقد الصفوف الحضورية، على الرغم من التهديدات والمخاطر التي تنطوي على ذلك. وقد تم تجهيز مواقع محددة في طهران ومحيطها، مثل طابق في منزل سكني أو منشأة تجارية خاصة، لاستخدامها كمختبرات. وتُتخذ تدابير أمنية كثيرة لتجنب لفت الانتباه، ومع ذلك، تعرّضت هذه المختبرات لمداهمات متكررة من قبل الحكومة وتم إغلاقها. وفي كل مرة، يُعاد تشغيل المختبرات في موقع آخر بعد مرور فترة من الزمن.

## السمات المميزة

### استجابة مبتكرة وبنّاءة للاضطهاد
يُنظر إلى تأسيس معهد التعليم العالي البهائي في إيران على أنه استجابة مبتكرة وسلمية للحملة المستمرة التي تشنّها الحكومة الإيرانية لحرمان شباب البهائيين الإيرانيين من الوصول إلى التعليم العالي. فبدلًا من الاستسلام للاضطهاد، عمل البهائيون الإيرانيون على إنشاء مؤسسة تعليمية خاصة بهم وتمكين شبابهم عبر التعليم. وقد شكّل المعهد بديلاً بنّاءً عن تنظيم احتجاجات سياسية ضد السلطات أو الشعور بالضحية.
نال المعهد الثناء باعتباره نموذجًا يُحتذى به للأقليات في ما يتعلق بالحفاظ على الذات، والتكيّف، والبقاء، والازدهار في ظل ظروف اجتماعية وسياسية تمييزية.

### هيكل لامركزي ومرن
يتميز المعهد ببنية لامركزية، وتنتشر عملياته في جميع أنحاء البلاد من خلال مزيج من الصفوف الحضورية وعبر الإنترنت، حيث تُعقد الصفوف الحضورية في منازل الطلاب، وأعضاء الهيئة التدريسية، وأفراد آخرين من المجتمع المتطوعين. في كل محافظة أو منطقة، يقوم مساعدون إداريون محليون بأداء مهام لوجستية وإدارية معينة. كما تُجرى أجزاء من عمليات التقديم والقبول، وخدمات الإرشاد الأكاديمي، وإجراء الامتحانات، ضمن هذه الشبكة نفسها على المستوى المحلي. ينشئ المحاضرون مقرراتهم الدراسية بحرية من دون تدخل هيئة تنظيمية موحدة، ويتعاون فريق من مساعدي التدريس في تقديم المحتوى التعليمي فعليًا. يساهم استقلال المحاضرين عن الإداريين، ومساعدي التدريس عن المحاضرين، والطلاب عن الجميع، في توفير مرونة وتكيّف داخل المعهد، وهي سمة حافظ عليها المعهد وطوّرها مع عملية التحديث المستمرة والاتجاه نحو التعلم عبر الإنترنت.

### العمل التطوعي وروح الخدمة
يعتمد المعهد بدرجة كبيرة على روح التطوع والخدمة. إذ يقدّم أعضاء الهيئة التدريسية البهائيون وقتهم كخدمة مجتمعية دون مقابل مادي. وبالإضافة إلى الكادر الأكاديمي، تُقدِّم شبكة من المتطوعين المجتمعيين دعمًا لوجستيًا، مثل النقل، والإقامة، واستضافة الصفوف والامتحانات والفعاليات الأكاديمية الأخرى. ومع مرور الوقت، تطوّرت هذه البنى التطوعية بصورة عضوية. وتشير إحدى الدراسات إلى أن الموظفين وأفراد المجتمع يجدون في العمل التطوعي ضمن المعهد مسارًا ذا مغزى للخدمة المجتمعية، ويحفّزهم في ذلك شعورهم بالحب والاهتمام بالشباب. ويختار العديد من طلاب المعهد الذين يكملون دراساتهم العليا في الخارج العودة إلى إيران والتطوع في المعهد رغم علمهم بالمصاعب التي سيواجهونها.

### تعبئة المجتمع
يُعد المعهد مبادرة مجتمعية قائمة على المشاركة، مكّنت المجتمع البهائي من الاستفادة من موارده ومواهبه لتولي مسؤولية تطوير شبابه. ويُرحّب بمساهمة الجميع، وليس النخبة فقط، في هذا المشروع، إذ تُوجَّه الدعوة إلى جميع أفراد المجتمع للمساهمة وتحقيق هدف مشترك. كما ساهمت أنشطة المعهد في توحيد المجتمع البهائي وتعزيز تماسكه على الرغم من الضغوط والتهميش السياسي والاجتماعي.

### الصمود طويل الأمد
يُعد المعهد منظمة صامدة، إذ نجح في البقاء لما يقارب أربعة عقود. وُلد المعهد في ظل اضطهاد شديد، وازدهر رغم القيود الكبيرة، واستمر في أداء مهامه رغم حملات الحكومة لتعطيله. وفي كل أزمة، أثبت المعهد قدرته على التكيّف والإصرار على مواصلة العمل رغم المعارضة المتواصلة. ويرى البعض أن قدرة المعهد على التكيف مع الظروف المتغيرة باستمرار هي العامل الرئيسي في استمراره ونجاحه. وتزعم إحدى الدراسات أن التآزر بين الطلاب المهمّشين ولكن الملتزمين، مع الموظفين المهمّشين ولكن المتفانين، هو مصدر صمود المعهد في وجه العداء.

### الاستجابة للاحتياجات الاجتماعية والعاطفية
يُعتقد أن المعهد يستجيب لمجموعة من الاحتياجات الاجتماعية والعاطفية لدى الطلاب الذين يتعرضون للتمييز، من خلال إتاحة الوصول إلى التعليم العالي وتمكينهم من البقاء مندمجين اجتماعيًا وأكاديميًا. ويشكّل عدد كبير من كادر المعهد من البهائيين الإيرانيين الذين فُصلوا من وظائفهم الأكاديمية نتيجة انتمائهم للديانة البهائية. وقد شكّل تسهيل خدمات التعليم العالي في المعهد تجربة مُرضية لهؤلاء، وساعدهم في التغلّب على ألم الإقصاء الأكاديمي الذي تعرضوا له.

## الأكاديميون

### الدرجات والبرامج
اعتبارًا من عام 2024، تقدم معهد التعليم العالي البهائي ما مجموعه 56 برنامجًا جامعيًا موزعة على خمس كليات: العلوم، الهندسة، الأعمال والإدارة، العلوم الإنسانية، والعلوم الاجتماعية.

#### البرامج الجامعية:
- المحاسبة
- العمارة
- العلوم البيولوجية
- إدارة الأعمال
- الهندسة الكيميائية
- علوم الحاسوب
- دراسات اللغة الإنجليزية
- القانون
- الموسيقى
- الأدب الفارسي
- علم النفس
- علوم الأدوية
- الصيدلة
- علم الاجتماع
- الهندسة الإنشائية
- هندسة النقل
- هندسة المياه والنفايات

#### البرامج الدراسية العليا (الماجستير):
- ماجستير في العلوم البيئية التطبيقية
- علم نفس الإرشاد
- إدارة الإنشاءات
- علم نفس الطفل والمراهق
- تطوير المناهج
- تعزيز الصحة المجتمعية
- حقوق الإنسان
- القانون الدولي
- ماجستير في إدارة الأعمال
- علوم الأعصاب
- الأدب الفارسي
- الصحة العامة
- علم الاجتماع
- هندسة البرمجيات
- الهندسة الإنشائية
- دراسات الترجمة

#### البرامج المتوسطة (درجة الزمالة):
- المحاسبة
- الإنشاءات المدنية
- تكنولوجيا الحاسوب
- تعليم الطفولة المبكرة

### الهيئة التدريسية
بحلول عام 2024، يعمل في المعهد أكثر من 700 عضو هيئة تدريس، وهم أكاديميون ومهنيون مقيمون في إيران، إضافةً إلى شبكة من المدرّسين العالميين المتعاونين يدعمون المعهد من خلال التعليم الإلكتروني وتطوير المناهج وخدمات أخرى. عدد كبير من الأساتذة هم خريجو المعهد أنفسهم.
في بداياته، كان معظم الإداريين وأعضاء هيئة التدريس من الأساتذة البهائيين الذين فُصلوا من جامعات إيران بعد الثورة الإسلامية عام 1979. كما ضم المعهد أطباء ومحامين ومهندسين تم فصلهم من أعمالهم لأسباب دينية. وقد استند المعهد أيضًا إلى دعم مجموعة صغيرة ومجهولة من الأكاديميين البهائيين في أمريكا الشمالية وأوروبا وأستراليا، حيث كانوا يرسلون كتبًا ومقالات علمية حديثة، ويزورون إيران أحيانًا كمحاضرين ضيوف، ويوفرون دعمًا تعليميًا وفنيًا.
ومع تطور قدرات التعليم الإلكتروني لدى المعهد خلال العقد الأخير، حصل المعهد على دعم متزايد من عدد كبير من الأساتذة المتطوعين حول العالم، والذين يشكلون ما يُعرف بـ "الهيئة التدريسية العالمية المتعاونة".
وعلى الرغم من أن المعهد يخدم المجتمع البهائي في إيران، إلا أنه ليس مؤسسة بهائية حصرًا، فقد ساهم أكاديميون إيرانيون غير بهائيين، سواء من داخل إيران أو ضمن شبكة المعهد العالمية، في دعم مسيرته التعليمية.

### الخريجون
داخل إيران، لقي خريجو المعهد استحسان أرباب العمل في الشركات الخاصة، حيث شغل بعضهم مناصب عالية وساهموا في تحسين الوضع الاجتماعي والاقتصادي لمجتمعهم والمجتمع الإيراني عمومًا. أما خارج إيران، فإن بعض خريجي المعهد يعملون حاليًا كأساتذة وباحثين في مجالات أكاديمية ومهنية.
وقد اختار معظم خريجي المعهد الذين واصلوا دراساتهم العليا (الماجستير والدكتوراه) في الخارج العودة إلى إيران للتدريس في المعهد أو لدعمه بطرق أخرى. وقد تعرّض بعضهم لاحقًا للاضطهاد، بما في ذلك السجن، بسبب ارتباطهم بالمعهد.
كما نشر طلاب وخريجو المعهد أبحاثًا في مجالات مثل: تقنيات التعليم عن بُعد، علم المواد، علم الأحياء، علوم الحاسوب، والهندسة المدنية.

## السمعة والاعتراف الدولي
وصفت نيويورك تايمز المعهد بأنه "عمل جماعي متقن من أجل البقاء". وقد نال المعهد إشادة واسعة باعتباره أحد النماذج القليلة للتعليم العالي المدعوم من المجتمع في المجتمعات المغلقة، كما يُنظر إليه كنوع من المقاومة السلمية البنّاءة في وجه الاضطهاد، ومثال على التمكين من خلال التعليم. ويُعتقد أن تجربة المعهد توفّر دروسًا مهمّة للمؤسسات والنشطاء الذين يتعاملون مع الإقصاء في مجتمعات مغلقة أخرى حول العالم.
وقد وُجد أن المعهد يمثل مساحة اجتماعية تمكّن الطلاب والموظفين البهائيين من البقاء منخرطين أكاديميًا واجتماعيًا، والتضامن فيما بينهم وسط الاضطهاد الديني، مع الالتزام بمبادئ مثل التعلم وخدمة المجتمع والمقاومة خلال فترات التهميش.
وبالرغم من أن شهادات المعهد غير معترف بها من قبل الحكومة الإيرانية، إلا أن أكثر من 80 جامعة في أمريكا الشمالية وأوروبا وأستراليا وآسيا اعترفت بشهاداته منذ عام 1998، وقبلت خريجيه في برامج الماجستير والدكتوراه.
كما كان المعهد أول عضو إيراني في اتحاد مناهج التدريس المفتوحة، وقد طور مشروعًا بالتعاون مع معهد ماساتشوستس للتقانة ضمن هذا الإطار.
وفي أكتوبر 2022، حصل المعهد على جائزة ليبر برس في إسبانيا، تقديرًا لجهوده "في توفير التعليم العالي لآلاف الشباب البهائيين المحرومين من التعليم في 'بلدهم'". وتُمنح هذه الجائزة سنويًا منذ 1999 للمؤسسات والأفراد الذين يسعون لتعزيز ثقافة التضامن والقيم الإنسانية.

## الضغوط والهجمات
سعت السلطات الإيرانية باستمرار إلى تعطيل عمل معهد التعليم العالي البهائي في إيران من خلال مداهمة مئات منازل وأماكن عمل البهائيين المرتبطة به، ومصادرة المواد والممتلكات الجامعية، واعتقال وسجن أعضاء الهيئة التدريسية والإدارية.
بين عامي 1987 و2005، أغلقت السلطات الإيرانية المعهد عدة مرات كجزء من نمط قمع المجتمع البهائي.
بين 30 سبتمبر و3 أكتوبر 1998، وبعد قبول أول دفعة من خريجي المعهد لدراسات الماجستير في إحدى الجامعات الكندية، شنت وزارة الاستخبارات الإيرانية حملة قمع واسعة النطاق، داهمت خلالها أكثر من 500 منزل بهائي، وصادرت مواد تعليمية، واعتقلت أكثر من 36 من أعضاء الهيئة التدريسية. وخلال احتجازهم، طُلب من المعتقلين التوقيع على وثيقة تفيد بأن المعهد لم يعد قائمًا وأنهم لن يتعاونوا معه مجددًا، لكنهم رفضوا التوقيع. أُفرج عن معظمهم لاحقًا، بينما حُكم على أربعة بالسجن لفترات تتراوح بين ثلاث وعشر سنوات. رغم ذلك، واصل المعلمون والإداريون والطلبة مسيرتهم التعليمية بإصرار.
في عامي 2001 و2002، صادرت السلطات ثلاث قاعات دراسية يستخدمها البهائيون، واستدعت أحد المدرّسين إلى وزارة الاستخبارات. وفي يوليو 2002، عرقلت السلطات امتحانات تأهيلية للمعهد في ثمانية مواقع في وقت واحد، وصوّرت سير الامتحانات، واستجوبت الطلاب، وصادرت أوراق الامتحانات وكتبًا بهائية، في إشارة إلى سياسة حكومية واضحة في التخويف والترهيب.
وفي الفترة من 22 إلى 24 مايو 2011، نُفذت حملة مداهمات مركزية على منازل عدد من أعضاء الهيئة التدريسية والإدارية، حيث داهم مسؤولو الاستخبارات منازل 30 من الكوادر الأكاديمية، وصادروا كتبًا وأجهزة حاسوب وممتلكات شخصية. كما أُغلقت المباني المخصصة للأنشطة الأكاديمية في طهران، ووقعت مداهمات واعتقالات في مدن طهران وزاهدان وساري وأصفهان وشيراز. بلغ عدد المعتقلين 16 أكاديميًا. وشهد سبتمبر 2014 موجة اعتقالات ثانية استهدفت عددًا آخر من الأساتذة. أُفرج عن بعضهم بعد أسابيع قليلة، بينما أُحيل الباقون إلى المحاكمة بتهم "التآمر ضد الأمن القومي" و"التآمر ضد الجمهورية الإسلامية"، وحُكم عليهم بالسجن من أربع إلى خمس سنوات. بعضهم أُفرج عنه بعد انتهاء مدة العقوبة، فيما لا يزال آخرون في السجن.
ذكرت صحيفة إيران ديلي الرسمية أن المعهد كان غطاءً لنشر العقيدة البهائية، واستُخدم للإيقاع بالمواطنين ضمن شبكة تجسس بهائية، وجمع معلومات من داخل البلاد"، وأضافت أن "السلطات اكتشفت مواد دعائية بهائية وأقراصًا مدمجة وكتبًا بحوزة المعتقلين". أما المتحدث باسم البعثة الإيرانية في الأمم المتحدة، فقال إن المداهمات نُفذت بسبب "التحكم المنهجي لنشاطات أعضاء الطائفة، وتدخلها في حياتهم الخاصة والاجتماعية والاقتصادية"، مدعيًا أن الهدف كان "استدراج غير البهائيين من أجل تشكيل حركة طائفية متطرفة".
رغم ذلك، تعهّد المعلمون والإداريون في المعهد بمواصلة أنشطتهم التعليمية.

## الدعم والحملات الدولية
أثارت محاولات الحكومة الإيرانية لمنع البهائيين من الوصول إلى التعليم العالي، والمداهمات المتكررة على المعهد، اهتمامًا دوليًا واسعًا بالسياسات القمعية لإيران تجاه المجتمع البهائي. فقد دعت منظمات حقوقية دولية، بما في ذلك جهات تابعة للأمم المتحدة، إلى إنهاء التمييز الديني بحق الطلاب البهائيين، وطالبت حكومات عدة إيران بالسماح لهم بدخول الجامعات.
وبعد مداهمات التسعينيات، أدانت رابطة أساتذة الجامعات الكندية هذه الإجراءات.
ومنذ حملة 2011، ازدادت الاعتراضات على محاولات إيران لاستبعاد البهائيين من التعليم العالي. فقد وقّع الحائزان على جائزة نوبل للسلام، الأسقف ديزموند توتو ورئيس تيمور الشرقية خوسيه راموس هورتا، رسالة مفتوحة طالبا فيها إيران بإسقاط جميع التهم عن المعلمين البهائيين. كما دعت منظمات مثل التضامن المسيحي العالمي واتحاد الطلاب اليهود إيران إلى إنهاء سياساتها التعليمية التمييزية. من جانبه، حذّر السيناتور الكندي روميو دالاير من "نية إبادة" ضمنية لدى الدولة الإيرانية. ونشر كل من لويد أكسوورثي (رئيس جامعة وينيبيغ) وآلان روك (رئيس جامعة أوتاوا) مقالاً مشتركًا سلطا فيه الضوء على إجراءات إيران الأخيرة.
ووقّع 43 أكاديميًا من خلفيات مسيحية وهندوسية ويهودية ومسلمة رسالة مفتوحة نُشرت في صحيفة ديلي تلغراف البريطانية، وتناقلتها صحيفة فولها دي ساو باولو البرازيلية، أدانوا فيها هجمات 2011. كما شهدت الهند حملة تضامن وقّع عليها أفراد من السُلطتين القضائية والتنفيذية والبرلمان، إضافة إلى أكاديميين وقادة دينيين ومنظمات غير حكومية ورجال أعمال. وفي الولايات المتحدة، دعم 48 عميدًا ونائبًا أول لرؤساء كليات الطب الأميركية عريضة مماثلة، كان على رأسهم الدكتور فيليب بيزو (عميد كلية الطب بجامعة ستانفورد)، الذي جمع التوقيعات خلال اجتماع مجلس عمداء كليات الطب الأميركية. وفي مارس 2012، جدّد لجنة الحرية الدولية للعلماء التابعة للجمعية الأميركية للفيزياء دعمها للبهائيين وطلبت الإفراج عن الأكاديميين المعتقلين.

### التعليم ليس جريمة
التعليم ليس جريمة هو اسم حملة عالمية أُطلقت في نوفمبر 2014 من قبل المخرج والصحفي الإيراني مازيار بهاري، للفت الانتباه إلى حرمان البهائيين الشباب من التعليم الجامعي في إيران. استُلهمت الحملة من فيلم وثائقي لبهاري بعنوان إشعال شمعة، عُرض لأول مرة في لندن في سبتمبر 2014، وسلط الضوء من خلال قصص شخصية ومقابلات ومشاهد نادرة على عقود من الظلم الاجتماعي والتعصب الديني ضد البهائيين في إيران.
تضمّنت الحملة عروضًا شعبية للفيلم ومناقشات عامة، بينما قدّم موقعها الإلكتروني رسائل دعم من مختلف أنحاء العالم. وشهدت الحملة يومًا عالميًا للعمل في 27 فبراير 2015، حيث أُقيم حدث رئيسي بعنوان "التعليم ليس جريمة مباشر 2015" في لوس أنجلوس، إلى جانب مئات العروض الأخرى حول العالم.
ومن بين الداعمين للحملة الحاصلين على جائزة نوبل للسلام: ديزموند توتو، وشيرين عبادي، وتوكل كرمان، وجودي ويليامز، وميريد ماغواير. كما تلقّت الحملة دعمًا من فنّانين ومفكرين مثل نازنين بنيادي، وعباس ميلاني، ومحسن مخملباف، وآذر نفيسي، وأوميد جليلي، وإيفا لارو، ومحمد مالكي (رئيس جامعة طهران سابقًا)، ومارك رافالو.

### التعليم تحت النار
في 13 أكتوبر 2011، أصدر الأمين العام للأمم المتحدة تقريرًا حول "وضع حقوق الإنسان في الجمهورية الإسلامية الإيرانية"، أشار فيه إلى المداهمات ضد المعهد. وفي أعقاب ذلك، كتب الحائزان على نوبل، ديزموند توتو وخوسيه راموس هورتا، رسالة مفتوحة تطالب بالإفراج الفوري عن الأساتذة البهائيين. شكّلت هذه المبادرة جزءًا من برنامج حملات تحت عنوان "التعليم تحت النار".
أنتجت شركة Single Arrow Productions فيلمًا وثائقيًا مدته 30 دقيقة بنفس الاسم، يتتبّع سياسة إيران المستمرة منذ ثلاثة عقود في حرمان البهائيين من حقوقهم الأساسية، بما في ذلك التعليم العالي، وحظي بدعم منظمة العفو الدولية. وقد عُرض الفيلم لأول مرة في حدث شاركت في استضافته جامعات كولومبيا وديوك وشرق كنتاكي، بالإضافة إلى منظمة العفو الدولية ومدير الحملة الدولية لحقوق الإنسان في إيران، في 28 أكتوبر 2011.
أُنجزت حملة تمويل جماعي ناجحة عبر Kickstarter لدعم الفيلم، كما عقدت منظمة حقوق الإنسان في إيران بودكاست عن المبادرة في نوفمبر 2011.
وقد عُرض الفيلم في مهرجان بيلينغهام السنوي الـ12 لأفلام حقوق الإنسان في شباط/فبراير 2012، وفي مهرجان جامعة سان فرانسيسكو السنوي العاشر في مارس من العام نفسه.

#### الأهداف
تتمثل أهداف الحملة في:
- مطالبة الحكومة الإيرانية بالإفراج غير المشروط عن المعلمين البهائيين المسجونين وإسقاط التهم المرتبطة بأنشطتهم التعليمية؛
- دعوة الأكاديميين والمسؤولين وأساتذة الجامعات إلى التعبير عن رفضهم لأي سياسة تمنع الأفراد من التعليم العالي لأسباب دينية أو سياسية، أو التي تحذف أو تفسد تخصصات أكاديمية بسبب دوافع دينية أو سياسية؛
- تشجيع الجامعات على مراجعة جودة مناهج المعهد لقبول اعتماداتها عند الإمكان، لتمكين الطلاب من مواصلة تعليمهم العالي؛
- توفير مناهج جامعية عبر الإنترنت (ومنح دراسية عند الحاجة) للطلاب في إيران الذين يُمنعون من التعليم العالي أو من دراسة تخصصات معينة نتيجة القيود الحكومية.

وقّع رؤساء كليات ويلوك وويتون وجامعة ماساتشوستس أمهيرست، إضافة إلى أساتذة من جامعات كندية وأسترالية، رسائل دعم نُشرت علنًا. كما أُقيمت عروض للفيلم مع نقاشات وخطط عمل في جامعات عدة بالولايات المتحدة، وكندا، وإيطاليا، وكذلك في مكتبة عامة في شروزبري، نيوجيرسي، وفي قاعة المدينة بستراتفورد، أونتاريو، واستضافت لجنة أوهايو للشؤون اللاتينية فعالية مشابهة في كولومبوس. وقدّمت اللجنة الأميركية للخدمة الأصدقاء عرضين للفيلم، أحدهما في متحف ديبول للفنون، والآخر في جامعة نورث إيسترن إلينوي. كما أوصى ديفيد دوكيرتي، رئيس جامعة ماونت رويال، بمشاهدة الفيلم. وألقى أحد المساهمين في مشروع الحراسة لمنع الإبادة كلمة في عرض للفيلم بـتورونتو، كما استضاف ندوة حقوق الإنسان والعدالة الاجتماعية والتواطؤ الكندي مع التعذيب بجامعة سانت توماس مناقشة للفيلم في مارس 2012.
وقد حصلت الحملة على تغطية إعلامية محلية في نيويورك (WNBC)، وميامي (WTVJ)، وإذاعة مجتمع هيوستن (KPFT).